# Caravane d'amour
Pour plus de détails, voir Fiche technique et Distribution.
Caravane d'amour (titre original : Can't Help Singing) est un film américain réalisé par Frank Ryan, sorti en 1944.

## Fiche technique
- Titre original : Can't Help Singing
- Titre français : Caravane d'amour
- Réalisation : Frank Ryan
- Scénario : Frank Ryan, Lewis R. Foster, John D. Klorer et Leo Townsend d'après Girl of the Overland Trail de Samuel J. Warshawsky et Curtis B. Warshawsky
- Photographie : Elwood Bredell et W. Howard Greene
- Direction artistique : Robert Clatworthy et John B. Goodman
- Montage : Ted J. Kent
- Musique : Hans J. Salter
- Pays d'origine :  États-Unis
- Format : Couleurs - 1,37:1 - Mono
- Genre : musical, western
- Durée : 90 minutes
- Date de sortie : 1944

## Distribution
- Deanna Durbin : Caroline
- Robert Paige : l'avocat
- Akim Tamiroff : Gregory
- David Bruce : Latham
- Leonid Kinskey : Koppa
- June Vincent : Mlle McLean
- Ray Collins : Sénateur Frost
- Andrew Tombes : Sad Sam
- Thomas Gomez : Carstairs
- Clara Blandick : Tante Cissy
- Olin Howland : Bigelow
- George Cleveland : Marshal

Acteurs non crédités
- Iron Eyes Cody : l'indien effrayant Caroline
- Robert Homans : Albert
- Almira Sessions : la femme de Lemuel

## Récompenses et distinctions

### Nominations
- Nominations à l'Oscar de la meilleure musique de film et à l'Oscar de la meilleure chanson originale.